# مارثا ماريك
مارثا ماريك (بالألمانية: Martha Marek) هي منفذة الاعدام نمساوية، ولدت في 1904 في فيينا في النمسا، وتوفي بنفس المكان في 6 ديسمبر 1938 بسبب قطع الرأس.